# Pterophorus terrenus
Pterophorus terrenus is een vlinder uit de familie vedermotten (Pterophoridae). De wetenschappelijke naam van de soort is voor het eerst geldig gepubliceerd in 1936 door Edward Meyrick.